# Tour de Vendée 1989
Il Tour de Vendée 1989, diciottesima edizione della corsa, si svolse il 23 aprile su un percorso di 204 km, con partenza e arrivo a La Roche-sur-Yon. Fu vinto dal francese Laurent Bezault della Toshiba davanti al norvegese Atle Kvålsvoll e al belga Johan Bruyneel.

## Ordine d'arrivo (Top 10)
| Pos. | Corridore             | Squadra                           | Tempo |
| ---- | --------------------- | --------------------------------- | ----- |
| 1    | Laurent Bezault       | Toshiba                           |       |
| 2    | Atle Kvålsvoll        | Z-Peugeot                         |       |
| 3    | Johan Bruyneel        | SEFB-Galli-Bulo-Vlan              |       |
| 4    | Jan Bogaert           | La William-Tonissteiner-Euroclean |       |
| 5    | Wayne Bennington      | Super U-Raleigh-Fiat              |       |
| 6    | Serge Bodin           | Fagor-MBK                         |       |
| 7    | Pierangelo Bincoletto | Toshiba                           |       |
| 8    | Johan Pauwels         | La William-Tonissteiner-Euroclean |       |
| 9    | Claude Seguy          | Super U-Raleigh-Fiat              |       |
| 10   | Laurent Jalabert      | Toshiba                           |       |